# 코네콜레아 도엘링게리
코네콜레아 도엘링게리(Chonecolea doellingeri)는 망울이끼목 겉게발이끼과에 속하는 우산이끼류의 일종이다. 코네콜레아속(Chonecolea)의 유일종이다. 브라질과 오스트레일리아 일부, 미국 일부에서 발견된다.